# 수구 양키스
《수구 양키스》(일본어: 水球ヤンキース)는 2014년 7월 12일부터 9월 20일까지 매주 토요일 23:10 ~ 23:55에 후지 TV 계열에서 방송된 텔레비전 드라마이다. 주연은 나카지마 유토.

## 개요
본 작품은 수구를 제재로 삼고 있다. 한 불량 고교생이 수구에 열중하면서, 근성과 우정, 연애, 감동의 스토리를 펴나가는 청춘 드라마이다.
캐치프레이즈는, 〈수구란 뭔가?〉.

## 캐스트

### 카스미노 공업 고교 (통칭:카스고)
이나바 나오야 (18) - 나카지마 유토 (Hey! Say! JUMP)

미후네 류지 (18) - 야마자키 켄토

키무라 토모키 (18) - 치바 유다이

치아키 료 (18) - 마미야 쇼타로

시무라 코헤이 (18) - 나카가와 타이시

카토 신스케 (18) - 요시자와 료

미야구치 코키 (18) - 야모토 유마

아오야마 치하루 (26) - 오오마사 아야
교사.
이리에 소세키 - 야소다 유이치

테라카와 사키 - 히가시노 유미

쿠와바라 한조 (40) - 키타무라 유키야
교감.
아라카와 시게노부 (62) - 모리모토 레오
교장.
쿠로사와 요시오 (28) - 요코야마 유 (칸쟈니∞)
전설의 선배.

### 스이란 고교 수구부
키타지마 토라오 (18) - 타카키 유야 (Hey! Say! JUMP)

이와사키 나기사 (18) - 오오하라 사쿠라코
매니저.
후지사키 레이 (18) - 신카와 유아

마에하타 료코 (18) - 카케이 미와코

시바타 리코 (17) - 사노 히나코

고다 고 (18) - 스즈키 노부유키

후지쿠라 - 코바시카와 타츠루

후지미 - 세이고

쿠라이시 - 테라오카 마키시

쇼지 마후유 (26) - 쿠라시나 카나 (우정 출연)
수구부 고문.

### 하스미 마을 상점가
카토 코스케 - 카사하라 히데유키
신스케의 형.
카토 요코 - 나가사키 마유코
코스케의 아내.
카스미즈 시즈코 - 우메자와 마사요

### 그 외
하시모토 칸나 (15) - 하시모토 칸나 (Rev. from DVL)

이와사키 시즈카 - 이케즈 쇼코
나기사의 엄마.
이와사키 토시오 - 미나가와 사루토키
나기사의 아빠.

## 스태프
- 각본 - 토쿠나가 유이치, 아사쿠라 케이지, 마츠다 사야
- 음악 - 타카미 유, 야마다 유타카
- 주제가 - Hey! Say! JUMP 〈내일에의 YELL〉 (제이 스톰)
- 연출 - 미야키 쇼고, 시나다 슌스케, 타카하시 타카시
- 수구 지도 - sunzui
- 수구 협력 - 보소 수구 클럽, 도쿄 대학 운동회 수영부 수구진, 카와하라 쿠니오
- 촬영 협력 - 가시와자키시
- 프로듀스 - 후지노 료타
- 라인 프로듀스 - 시바타 케이코
- 제작 저작 - 후지 TV 드라마 제작부

## 방송 일자
| 방송회                                                     | 방송일          | 부제                                               | 각본            | 연출            | 시청률 |
| ---------------------------------------------------------- | --------------- | -------------------------------------------------- | --------------- | --------------- | ------ |
| 제1화                                                      | 2014년 7월 12일 | 금발&수영복! 더운 여름 시작된다고! 잘 부탁해       | 토쿠나가 유이치 | 미야키 쇼고     | 8.8%   |
| 제2화                                                      | 7월 19일        | 미즈타마로 텟펜 차지하고 싶은 녀석 집합!           | 토쿠나가 유이치 | 미야키 쇼고     | 7.2%   |
| 제3화                                                      | 8월 2일         | 네가 없으면 미즈타마부 시작 안돼!                  | 아사쿠라 케이지 | 시나다 슌스케   | 5.6%   |
| 제4화                                                      | 8월 9일         | 사랑과 우정! 땀과 눈물! 미즈타마 청춘 대폭발       | 마츠다 사야     | 타카하시 타카시 | 6.7%   |
| 제5화                                                      | 8월 16일        | 여름이다! 수영복이다! 남자와 여자의 미즈타마 승부! | 토쿠나가 유이치 | 미야키 쇼고     | 8.1%   |
| 제6화                                                      | 8월 23일        | 미즈타마부 폐부! 구세주는 아이돌!?                 | 아사쿠라 케이지 | 미야키 쇼고     | 5.6%   |
| 제7화                                                      | 8월 31일        | 미즈타마부, 사상 최대의 대대대핀치!                | 마츠다 사야     | 시나다 슌스케   | 5.4%   |
| 제8화                                                      | 9월 6일         | 사랑! 수영복! 푸른 바다! 가슴 두근 여름 합숙 SP    | 마츠다 사야     | 미야키 쇼고     | 5.7%   |
| 제9화                                                      | 9월 13일        | 최종장! 미즈타마부 뜨거운 여름 드디어 완결에       | 아사쿠라 케이지 | 시나다 슌스케   | 5.6%   |
| 최종화                                                     | 9월 20일        | 마침내 감동의 최종회…안녕 미즈타마부!              | 토쿠나가 유이치 | 미야키 쇼고     | 7.5%   |
| 평균 시청률 6.6% (시청률은 칸토 지구·비디오 리서치사 조사) |                 |                                                    |                 |                 |        |

- 7월 26일은 《FNS 27시간 TV》 방송 때문에 휴지.